# Testa del pancreas
La testa del pancreas rappresenta la porzione di pancreas accolta nella concavità dell'ansa duodenale.

## Anatomia
La testa del pancreas è divisa dal corpo del pancreas per mezzo dell'istmo del pancreas, restringimento delimitato da due incisure, superiore ed inferiore. La testa è di forma globosa; il margine o circonferenza, è in stretto rapporto con la superficie inferiore della prima porzione del duodeno e con la superficie mediale della seconda porzione del duodeno. È possibile descrivere una faccia anteriore e una faccia posteriore. La prima viene divisa in due porzioni, sovramesocolica e sottomesocolica, dall'inserzione parietale del mesocolon trasverso. La faccia anteriore sopramesocolica è lambita dall'arteria gastroduodenale e dal primo segmento prossimale dell'arteria gastroepiploica destra, mentre la faccia anteriore sottomesocolica è in rapporto con le anse dell'intestino tenue. Il processo uncinato del pancreas rappresenta il prolungamento infero-mediale della faccia sottomesocolica ed è in rapporto con l'arteria mesenterica superiore. La faccia posteriore della testa è improntata da:
- coledoco che scende dall'ilo epatico per addentrarsi nel parenchima pancreatico
- arteria retroduodenale
- arteria pancreaticoduodenale inferiore, ramo dell'arteria mesenterica superiore
- Vene pancreaticoduodenali

La faccia posteriore della testa del pancreas è in contatto con la vena cava inferiore per interposizione di una lamina fibrosa denominata lamina di Treitz, residuo embriologico del primitivo mesoduodeno. Il lato destro della faccia posteriore è in rapporto con
- corpo della 2ª e della 3ª vertebra lombare
- pilastro destro del diaframma
- peduncolo renale destro
- arteria genitale destra

## Patologia
Il carcinoma del pancreas, che rappresenta la terza causa di morte per neoplasia dopo il cancro del polmone e il cancro del colon-retto, origina e si sviluppa nel 60% dalla testa del pancreas. Benché molto frequentemente vi è assenza di sintomatologia (killer silente), il carcinoma della testa del pancreas può manifestarsi con dolore epigastrico o dorso-lombare, dispepsia, diarrea, steatorrea, diabete, febbre, astenia e calo ponderale. Tuttavia, il segno più tipico è rappresentato da ittero a testimonianza dell'ostruzione del coledoco che passa attraverso la testa del pancreas.